# Menzelinsk
Menzelinsk (en russe : Мензелинск ; en tatar : Минзәлә, Minzälä) est une ville de la république du Tatarstan, en Russie, et le centre administratif du raïon de Menzelinsk. Sa population s'élevait à 17 153 habitants en 2017.

## Géographie
Menzelinsk est située sur la rivière Menzelia, un affluent de la Kama, à 41 km à l'est de Naberejnye Tchelny, à 213 km au nord-ouest d'Oufa, à 250 km à l'est de Kazan et à 968 km à l'est de Moscou.

## Histoire
Menzelinsk a été fondée en 1584-1586 et a reçu le statut de ville en 1781.
Le 10 octobre 2021, un avion s'écrase près de la ville, tuant 16 personnes.

## Population
Recensements (*) ou estimations de la population
| 1856  | 1897* | 1926* | 1939*  | 1959*  | 1970*  | 1979*  |
| ----- | ----- | ----- | ------ | ------ | ------ | ------ |
| 4 700 | 7 552 | 7 524 | 10 900 | 11 810 | 15 868 | 16 683 |

| 1989*  | 2002*  | 2010*  | 2014   | 2015   | 2016   | 2017   |
| ------ | ------ | ------ | ------ | ------ | ------ | ------ |
| 15 223 | 16 730 | 16 476 | 16 968 | 16 952 | 17 043 | 17 153 |

## Personnalité
- Roustam Tariko (1961–), homme d'affaires